# به شادی
به شادی (سوئدی: Till glädje) فیلمی به کارگردانی اینگمار برگمان است که در سال ۱۹۵۰ منتشر شد. از بازیگران آن می‌توان به مای-بریت نیلسون، استیگ اولین، ویکتور شوستروم، ارلاند یوسفسن و اینگمار برگمان اشاره کرد.